# Rnhlella pulchra
Rnhlella pulchra är en insektsart som beskrevs av Schmidt 1924. Rnhlella pulchra ingår i släktet Rnhlella och familjen lyktstritar. Inga underarter finns listade i Catalogue of Life.